# LEC CRP1
La LEC CRP1 è una vettura di Formula 1 progettata da Mike Pilbeam in monoscocca d'alluminio e spinta dal tradizionale propulsore Ford Cosworth DFV. Venne utilizzata da David Purley nel corso della stagione 1977.

## Descrizione
La vettura fece il suo  debutto in gara nel Gran Premio del Belgio con un buon 13º posto.
A causa di un incidente nel Gp di Francia la vettura venne danneggiata e la limitatezza del budget non consentì di ripararla interamente. 
Durante le prequalifiche del successivo Gran Premio di Gran Bretagna l'auto uscì di pista sbattendo contro un terrapieno. David Purley subì decine di fratture alle gambe e si salvò miracolosamente. Scuderia e pilota lasciarono la Formula 1.
Due anni dopo con una vettura identica Purley prese parte ad alcune gare di Formula Aurora.